# Аллен, Кигэн
Ки́гэн Фи́липп А́ллен (англ. Keegan Phillip Allen; род. 22 июля 1989, Калифорния, США) — американский актёр, фотограф и музыкант. Наиболее известен по роли Тоби Кавано в телесериале «Милые обманщицы».

## Жизнь и карьера
Аллен родился 22 июля 1989 году, в Калифорнии, в семье Джоан Снайдер и актёра Филиппа Р. Аллена. В подростковом возрасте увлекался фотографиями и кинематографом. По национальности Аллен еврей.
В возрасте тринадцати лет получил свою первую роль в документальном фильме на Animal Planet. В 2002 году он снялся в короткометражном фильме «Small Emergencies». После длительного перерыва, в 2010 году, Кигэн появился телесериале канала Nickelodeon «Биг Тайм Раш». В том же году он снялся в короткометражном фильме «As a Last Resort». Позже он получил свою знаменитую роль Тоби Кавано в телесериале «Милые обманщицы», играя главного любовного интереса Спенсер Хастингс (Тройэн Беллисарио), транслируемый на ABC Family. В 2011 году снялся в эпизоде телесериала «C.S.I.: Место преступления». В 2013 году получил роль Джейка в телесериале «Я ненавижу свою дочь». В том же году снялся в фильме «Буковски», вместе с Джеймсом Франко.
В 2013 году снялся в клипе Темары Мелек «Karma’s Not Pretty».
В 2015 году выпустил книгу под названием «life.love.beauty».

## Фильмография
| Год       |     | Русское название             | Оригинальное название          | Роль                       |
| --------- | --- | ---------------------------- | ------------------------------ | -------------------------- |
| 2002      | кор |                              | Small Emergencies              | сын владельца попугая      |
| 2010      | с   | Биг Тайм Раш                 | Big Time Rush                  | модель №2                  |
| 2010      | кор |                              | As a Last Resort               | водитель                   |
| 2010—2017 | с   | Милые обманщицы              | Pretty Little Liars            | Тоби Кавано                |
| 2011      | с   | C.S.I.: Место преступления   | CSI: Crime Scene Investigation | Макс Феррис                |
| 2013      | с   | Я ненавижу свою дочь         | I Hate My Teenage Daughter     | Джейк                      |
| 2013      | ф   | Буковски                     | Bukowski                       | Джимми Хэддокс             |
| 2013      | ф   | Пало-Альто                   | Palo Alto                      | «Череп»                    |
| 2014      | ф   | Шум и ярость                 | The Sound and the Fury         | парень с красным галстуком |
| 2014      | тф  |                              | The Hazing Secret              | Трент                      |
| 2015      | с   | Молодые и голодные           | Young & Hungry                 | Тайлер                     |
| 2016      | ф   | Королевская кобра            | King Cobra                     | Харлоу                     |
| 2016      | ф   | И проиграли бой              | In Dubious Battle              | Эдди                       |
| 2016      | ф   | Анонимные актёры             | Actors Anonymous               | Трей                       |
| 2017      | тф  |                              | A Moving Romance               | Скотт Норрелл              |
| 2017      | с   | Особо тяжкие преступления    | Major Crimes                   | Эйден Рид                  |
| 2019      | с   | Что/если                     | What/If                        | Билли                      |
| 2020      | ф   | Клаустрофобы: Квест в Москве | No Escape                      | Коул Тёрнер                |
| 2021      | с   | Уокер                        | Walker                         | Лиам Уокер                 |

## Награды и номинации
| Награды и номинации | Награды и номинации | Награды и номинации                        | Награды и номинации | Награды и номинации | Награды и номинации |
| Год                 | Награда             | Категория                                  | Номинант            | Результат           |                     |
| ------------------- | ------------------- | ------------------------------------------ | ------------------- | ------------------- | ------------------- |
| 2011                | Teen Choice Awards  | Choice Summer TV Star: Male                | Милые обманщицы     | Номинация           |                     |
| 2013                | TV Guide Awards     | Лучший злодей (совместно с Джанель Пэрриш) | Милые обманщицы     | Номинация           |                     |
| 2013                | Teen Choice Awards  | Choice Summer TV Star: Male                | Милые обманщицы     | Победа              |                     |
| 2014                | Teen Choice Awards  | Choice TV Actor: Drama                     | Милые обманщицы     | Номинация           |                     |
| 2015                | Teen Choice Awards  | Choice TV Actor: Drama                     | Милые обманщицы     | Номинация           |                     |
| 2016                | Teen Choice Awards  | Choice TV Actor: Drama                     | Милые обманщицы     | Номинация           |                     |